# Европска повеља о регионалним или мањинским језицима
Европска повеља о регионалним или мањинским језицима (енгл. European Charter for Regional or Minority Languages) је међународна конвенција која се бави заштитом језичких права регионалних и мањинских заједница у Европи. Повеља је усвојена 25. јуна 1992. године од стране Савета Европе, а ступила је на снагу 1. марта 1998. године.
Повељу је потписало и ратификовало 25 држава чланица Савета Европе: Аустрија, Босна и Херцеговина, Велика Британија, Данска, Јерменија, Кипар, Лихтенштајн, Луксембург, Мађарска, Немачка, Норвешка, Пољска, Румунија, Словачка, Словенија, Србија, Украјина, Финска, Холандија, Хрватска, Црна Гора, Чешка, Швајцарска, Шведска и Шпанија. Још 8 држава је само потписало повељу, а очекује се да ће је и ратификовати.

## Права која штити Повеља
Мере заштите односе се на домен образовања (члан 8), судске власти (члан 9), на управу и јавне службе (10), медије (11), културне активности и установе (12), привредни и друштвени живот (члан 13) и на прекограничну размену (14). Повеља се односи само на језике аутохтоног становништва саставу државе, а искључује језике миграната.

## Примена Повеље у Србији
Примена Повеље у Србији је проистекла из сукцесорских права у односу на Државну Заједницу Србије и Црне Горе, која је Повељу потписала 22. марта 2005. године. Закон о ратификацији Повеље усвојен је 21. децембра 2005. године од стране Скупштине Србије и Црне Горе, а ступио је на снагу 1. јуна 2006. године. Као држава-наследница, Србија је престанком постојања ДЗСЦГ преузела сва права и обавезе које проистичу из Повеље. Према одредбама поменутог закона о ратификацији (члан 3) као мањински језици (у контексту примене Повеље у Србији) препознати су: албански, бошњачки, бугарски, влашки, мађарски, ромски, румунски, русински, словачки, украјински и хрватски језик.
Престанком постојања ДЗСЦГ (2006), угашено је дотадашње савезно Министарство за људска и мањинска права, тако да су послови из области примене Повеље у Србији прешли на новоустановљену Службу за људска и мањинска права, при Влади Републике Србије. Поменута служба је 2007. године израдила Први периодични извештај, који је од стране Владе РС достављен Савету Европе, у варијантама на српском и енглеском језику, а иста пракса је примињена и приликом израде каснијих периодичних извештаја.
Након оснивања посебног Министарства за људска и мањинска права у Србији (2008), примена Повеље је потпала под надлежност тог министарства, које је 2010. године израдило Други периодични извештај. Након реорганизације државних ресора и укидања поменутог министарства, надлежност над применом Повеље у Србији прешла је 2012. године на новоустановљену Канцеларију за људска и мањинска права, при Влади Републике Србије. Та канцеларија је 2014. године израдила Трећи периодични извештај,, а затим су уследили: Четврти периодични извештај (2017) и Пети периодични извештај (2020).
Крајем 2020. године, након оснивања новог Министарства за људска и мањинска права и друштвени дијалог, надлежност над применом Повеље у Србији прешла је на то министарство.
У службеним енглеским варијантама поменутих периодичних извештаја, начињени су извесни терминолошки пропусти у области именовања русинске националне мањине. Иако је Национални савет русинске националне мањине (НСРНМ) својим статутом из 2010. године прописао (члан 6.), а потом и потврдио (2014. и 2018. године), да званични назив на енглеском језику гласи: National Council of the Rusyn National Minority. тај назив (који се налази у заглављу сваког акта НСРНМ) није испоштован у енглеским варијантама поменутих извештаја, у којима је употребљаван неправилан облик: National Council of the "Ruthenian" National Minority. У енглеским варијантама поменутих извештаја, именовање русинског народа и језика, као и русинских мањинских установа и организација није било вршено путем употребе званичних и међународно признатих (ISO) термина (енгл. Rusyns, Rusyn language), већ путем спорних рутенских одредница (енгл. Ruthenians, Ruthenian language) које у енглеском језику имају далеко шира и веома разноврсна значења. Управо због те вишезначности, најпознатији русински историчар и бивши председник Светског конгреса Русина, проф. др Павел Р. Магочи је изричито указао на неприкладност употребе рутенских одредница за означавање Русина у међународној (енглеској) терминологији.

## Језици под заштитом Повеље
- Јерменија (датум ратификације: 25. јануар 2002)
  - Асирски новоарамејски
  - Грчки језик
  - Руски језик
  - Курдски језик
- Аустрија (датум ратификације: 28. јун 2001
  - Хрватски језик
  - Словеначки језик
  - Мађарски језик
  - Чешки језик
  - Словачки језик
  - Ромски језик
- Босна и Херцеговина (датум ратификације: 21. септембар 2010)
  - Албански језик
  - Црногорски језик
  - Чешки језик
  - Италијански језик
  - Мађарски језик
  - Македонски језик
  - Немачки језик
  - Пољски језик
  - Румунски језик
  - Русински језик
  - Словачки језик
  - Словеначки језик
  - Турски језик
  - Украјински језик
  - Јеврејски језици
- Хрватска (датум ратификације: 5. новембар 1997)
  - Италијански језик
  - Српски језик
  - Мађарски језик
  - Чешки језик
  - Словачки језик
  - Русински језик
  - Украјински језик
- Кипар (датум ратификације: 26. август 2002)
  - Јерменски језик
  - Циприотски арапски
- Чешка (датум ратификације: 15. новембар 2006)
  - Словачки језик
  - Пољски језик
  - Немачки језик
  - Ромски језик
- Данска
  - Немачки језик
- Финска
  - Лапонски језици
  - Шведски језик
- Њемачка
  - Дански језик
  - Горњолужичкосрпски језик
  - Доњолужичкосрпски језик
  - Севернофризијски језик
  - Сатерландски фризијски језик
  - Ромски језик
  - Доњонемачки језик
- Мађарска
  - Хрватски језик
  - Немачки језик
  - Румунски језик
  - Српски језик
  - Словачки језик
  - Словеначки језик
- Лихтенштајн
  - нема регионалних и мањинских језика
- Луксембург
  - нема регионалних и мањинских језика
- Црна Гора
  - Албански језик
  - Ромски језик
- Холандија
  - Западнофризијски језик
  - Лимбуршки језик
  - Доњосаксонски језици
  - Ромски језик
  - Јидиш
- Норвешка
  - Лапонски језици
  - Квенски језик
  - Ромски језик
  - Скандо-ромски језик
- Пољска
  - Белоруски језик
  - Чешки језик
  - Хебрејски језик
  - Караимски језик
  - Кашупски језик
  - Литвански језик
  - Русински језик
  - Немачки језик
  - Јерменски језик
  - Ромски језик
  - Руски језик
  - Словачки језик
  - Татарски језик
  - Украјински језик
- Румунија
  - Албански језик
  - Јерменски језик
  - Грчки језик
  - Италијански језик
  - Македонски језик
  - Пољски језик
  - Ромски језик
  - Русински језик
  - Кримскотатарски језик
  - Јидиш
  - Бугарски језик
  - Хрватски језик
  - Чешки језик
  - Немачки језик
  - Мађарски језик
  - Руски језик
  - Српски језик
  - Словачки језик
  - Турски језик
  - Украјински језик
- Србија (датум ратификације: 15. фебруар 2006)
  - Албански језик
  - Бошњачки језик
  - Бугарски језик
  - Хрватски језик
  - Мађарски језик
  - Ромски језик
  - Румунски језик
  - Русински језик
  - Словачки језик
  - Украјински језик

На наведене језике примењују се
члан 8. став 1. а (иии), а (ив), б (ив), ц (ив), д (ив), е (ии), ф (иии), г;
члан 9. став 1 а (ии), а (иии), б (ии), ц (ии), д, став 2. а, б, ц, став 3,
члан 10. став 1. а (ив), а (в), ц, став 2. б, ц, д, г, став 3. ц,
став 4 ц, став 5.
члан 11. став 1. а (иии), б (ии), ц (ии), д, е (и), ф (ии), став 2. став 3.
члан 12. став 1. а, б, ц, ф, став 2.
члан 13. став 1. ц.
члан 14. а, б,
на подручјима у којима су регионални или мањински језици у службеној употреби у складу са националним законодавством.
- Словачка
  - Бугарски језик
  - Хрватски језик
  - Чешки језик
  - Немачки језик
  - Мађарски језик
  - Пољски језик
  - Ромски језик
  - Русински језик
  - Украјински језик
- Словенија
  - Мађарски језик
  - Италијански језик
  - Ромски језик
- Шпанија
  - Арагонски језик
  - Астурлеонски језик
  - Баскијски језик
  - Каталонски језик
  - Валенсијско наречје
  - Галицијски језик
- Шведска
  - Фински језик
  - Меанкиели
  - Лапонски језици
  - Ромски језик
  - Јидиш
- Швајцарска
  - Италијански језик
  - Романш
- Украјина
  - Белоруски језик
  - Бугарски језик
  - Кримскотатарски језик
  - Гагауски језик
  - Грчки језик
  - Немачки језик
  - Мађарски језик
  - Јидиш
  - Молдавски језик
  - Румунски језик
  - Пољски језик
  - Руски језик
  - Словачки језик
- Уједињено Краљевство
  - Корнијски језик
  - Ирски језик
  - Мански језик
  - Шкотски језик
  - Шкотски гелски језик
  - Велшки језик